# Myrsine petiolata
Myrsine petiolata är en viveväxtart som beskrevs av Edward Yataro Hosaka. Myrsine petiolata ingår i släktet Myrsine och familjen viveväxter. IUCN kategoriserar arten globalt som starkt hotad. Inga underarter finns listade i Catalogue of Life.